# Гиффен, Роберт (экономист)
Роберт Гиффен (англ. Robert Giffen; 22 июля 1837 — 12 апреля 1910) — британский статистик и экономист; автор теории «парадокса Гиффена».

## Биография
Родился 22 июля 1837 года в Стрейвене, Саут-Ланаркшир. В 13 лет его отдали учиться в адвокатуру, чем он продолжил заниматься до 1860 года, но с 1853 года уже в Глазго.
После чего, с 1860 года в возрасте 23 лет Гиффен стал заниматься журналистикой, успех в которой создал ему репутацию в экономических кругах: начал он в качестве заместителя редактора Stirling Journal, после чего переехал в Лондон для работы в Globe в 1862 году, с 1866 года ассистировал Джону Морли, когда последний занимал пост редактора в Fortnightly Review, и в 1868 году стал заместителем редактора Уолтера Бэджета в The Economist. С 1873 по 1876 год работал редактором городских новостей в Daily News , позже на этой же должности в The Times.
С 1876 года начал работать на государственной службе в должности начальника статистического департамента в Министерстве торговли (англ. Board of Trade), с 1882 года на должности заместителя секретаря и с 1892 года — главный инспектор. Ушёл в отставку в возрасте 60 лет в 1897 году.
С 1876 по 1891 годы был редактором Journal of the Royal Statistical Society, принимал участие во многих комиссиях (таких как Золотая и Серебряная комиссии в 1886—1888 годах), занимал должность президента Королевского статистического общества с 1882 по 1884 годы и помог в основании Королевского экономического общества, возглавлял секцию F в Британской ассоциации в 1887 году и в 1901 году .
Гиффен в 1891 году получил Орден Бани, а в 1895 году стал его кавалером. В 1892 году избран членом Королевского общества, в 1894 году награждён Золотой медалью Гая, в 1897 году избран членом Шведской Королевской академии наук.
Умер в Форт-Огастус, Шотландия, 12 апреля 1910 года.

## Научный вклад

Economic inquiries and studies, 1904

Как статистик, Гиффен в своих работах указывал на опасность экономической теории без измерения, например в своём президентском отчёте в Королевском статистическом обществе в 1882 году, возвратившись к этой теме в 1901 году.
Гиффен один из основателей прикладной экономической теории в современном смысле, его главный вклад — попытки сделать довольно точные вычисления таких данных, как ставка заработной платы, экономический рост и национальный продукт.
Активно выступал за строительство тоннеля между Ирландией и Англией.
Обнаружил и описал парадокс Гиффена: Роберт Гиффен выявил, что в XIX веке во времена голода в Ирландии повысился объём спроса на выросший в цене картофель, объясняя тем, что это основной продукт питания ирландских бедняков, и, в сравнении с другими продуктами, его цена всё равно оставалась низкой.
В его честь названо понятие «товар Гиффена» Альфредом Маршаллом, который в 1895 году в работе Principles of Economics определил описываемое Гиффеном повторяющееся экономическое явление увеличения приобретения бедными хлеба при росте цены на него:

Как Мистер Гиффен указал, рост цен на хлеб создаёт большую утечку ресурсов бедных трудящихся семей и повышает предельную полезность денег для них настолько, что они вынуждены сократить потребление мяса и более дорогих мучных продуктов: и хлеб, оставаясь самой дешевой пищей, которую они могут получить, они потребляют больше, а не меньше.
Оригинальный текст (англ.)As Mr.Giffen has pointed out, a rise in the price of bread makes so large a drain on the resources of the poorer labouring families and raises the marginal utility of money to them so much that they are forced to curtail their consumption of meat and the more expensive farinaceous foods: and, bread being still the cheapest food which they can get and will take, they consume more, and not less of it.
— Альфред Маршалл, Principles of Economics (1895)

## Комментарии
1. ↑  В переводе А. С. Скоробогатова указан 1960 год, что скорее всего опечатка, учитывая год смерти Роберта Гиффина  — 1910 год, 1860 год указан у Trahair, 1994, p. 232